# Sinan Gümüş
Sinan Gümüş (Pfullendorf, 15 de enero de 1994) es un futbolista alemán que juega de delantero en el Eyüpspor de la Superliga de Turquía.

## Trayectoria
Nacido en Pfullendorf de padres turcos. Gümüş comenzó su carrera deportiva como futbolista en el VfB Stuttgart de la Bundesliga.
En 2014 fichó por el Galatasaray S. K., con el que debutó el 16 de diciembre de 2014.
El 5 de julio de 2019 el Genoa C. F. C. hizo oficial su incorporación al conjunto italiano. Tras media temporada, en enero de 2020, se marchó cedido al Antalyaspor. Una vez finalizado el préstamo no regresó al conjunto italiano ya que fichó por el Fenerbahçe S. K. para las siguientes tres temporadas.

## Selección nacional
Ha sido internacional con la selección de fútbol de Alemania sub-20.

## Clubes
| Club                 | País     | Año       |
| -------------------- | -------- | --------- |
| VfB Stuttgart II     | Alemania | 2013-2014 |
| Galatasaray S. K.    | Turquía  | 2014-2019 |
| Genoa C. F. C.       | Italia   | 2019-2020 |
| Antalyaspor (cedido) | Turquía  | 2020      |
| Fenerbahçe S. K.     | Turquía  | 2020-2022 |
| Antalyaspor          | Turquía  | 2022-2024 |
| Eyüpspor             | Turquía  | 2024-     |

## Palmarés

### Títulos nacionales
| Título               | Club              | País    | Año     |
| -------------------- | ----------------- | ------- | ------- |
| Superliga de Turquía | Galatasaray S. K. | Turquía | 2014-15 |
| Copa de Turquía      | Galatasaray S. K. | Turquía | 2014-15 |
| Supercopa de Turquía | Galatasaray S. K. | Turquía | 2015    |
| Copa de Turquía      | Galatasaray S. K. | Turquía | 2015-16 |
| Supercopa de Turquía | Galatasaray S. K. | Turquía | 2016    |
| Superliga de Turquía | Galatasaray S. K. | Turquía | 2017-18 |
| Copa de Turquía      | Galatasaray S. K. | Turquía | 2018-19 |
| Superliga de Turquía | Galatasaray S. K. | Turquía | 2018-19 |